# Alkonost (maison d'édition)
Vous êtes invité à donner votre avis sur cette page de discussion, de manière argumentée en vous aidant notamment des critères d’admissibilité ou en présentant des sources extérieures et sérieuses.  
Après avoir apposé le modèle {{Admissibilité}} sur une page, suivez les étapes expliquées sur Wikipédia:Débat d'admissibilité/Aide :
| 1. | Créez la page de débat d'admissibilité.                                                                      | Sauvegardez d’abord la page pour l’initialiser puis indiquez votre motivation.                     |
| 2. | Important : ajoutez une entrée dans la section Débat d'admissibilité du jour.                                | Utilisez ce texte : *{{L\|Alkonost (maison d'édition)}}                                            |
| 3. | Pensez à informer les contributeurs principaux de la page et les projets associés lorsque cela est possible. | Utilisez ce texte : {{subst:Avertissement débat d'admissibilité\|Alkonost (maison d'édition)}}~~~~ |

 (février 2025).
Pour les articles homonymes, voir Alkonost (homonymie).
Alkonost est une maison d'édition française installée à Soisy-sur-Seine, fondée le 21 janvier 2017. Elle est la refonte de l'association La Saltarelle créée le 17 octobre 2015, dont elle reprend le catalogue. Cette dernière étant la concrétisation sous forme d'association du magazine La Saltarelle, paru pour la première fois en juin 2013[source insuffisante]. Alkonost est spécialisée dans l'édition de livres dont vous êtes le héros et de jeux de rôles.

## Livres publiés

### Parution par La Saltarelle

#### Série Littérajeux
1. Le temple du Dieu Néant, de Frédéric Bouix, illustration de Guillaume Roméro, février 2014,  (ISBN 979-10-93334-00-4)[8],[9].

#### Parutions originales
- Final Girl, Bret Gillan[10], mars 2014.
- Naufragés du Silence, juin 2015.

### Parution par Alkonost

#### SérieLes Chroniques d'Hamalron
1. Le Royaume de la discorde, de Rémi Dekoninck, illustrations d'Olivier Raynaud, juillet 2017,  (ISBN 9791097577001)[11].
2. La Cité des Proscrits, de Rémi Dekoninck, illustrations d'Olivier Raynaud, décembre 2017,  (ISBN 9791097577018).
3. Le Sire aux tristes couleurs, de Rémi Dekoninck, illustrations d'Olivier Raynaud, mars 2020, (ISBN 9791097577100).

#### SérieFabled Lands
1. Fabled Lands 1 : Le Royaume déchiré, de Dave Morris et Jamie Thomson (en), mars 2018,  (ISBN 9791097577025).
2. Fabled Lands 2 : Les Richesses du Golnir, de Dave Morris et Jamie Thomson (en), décembre 2018,  (ISBN 9791097577056)
3. Fabled Lands 3 : Par-delà la mer de sang noir, de Dave Morris et Jamie Thomson (en), février 2020, (ISBN 9791097577155).
4. Fabled Lands 4 : Les Hordes des Grandes Steppes, de Dave Morris et Jamie Thomson (en), février 2020, (ISBN 9791097577148).
5. Fabled Lands 5 : La Cour des masques, de Dave Morris et Jamie Thomson (en), novembre 2021, (ISBN 9791097577261 et ISBN 9791097577216).
6. Fabled Lands 6 : Les Seigneurs du Levant, de Dave Morris et Jamie Thomson (en), novembre 2021, (ISBN 9791097577476).

#### Série Forges divines
1. Hadès, Où demeurent les défunts, de Jamie Thomson (en), mars 2024, (ISBN 9791097577414).
2. Notos, Le marteau du soleil, de Dave Morris, mars 2024, (ISBN 9791097577421).

1. Le Pirate des sept mers, de Dave Morris, juin 2023, (ISBN 9791097577377 et ISBN 9791097577513).
2. L’Étoile de la Destinée, de Mark Smith, juin 2023, (ISBN 9791097577384).
3. Le Peuple maudit, de Mark Smith, juin 2023, (ISBN 9791097577391).
4. Le Collier maléfique, de Dave Morris, juin 2023, (ISBN 9791097577407).
5. L’Hiver des Hommes, de Dave Morris, février 2020, (ISBN 9791097577209 et ISBN 9791097577254).

#### Série Les contes tordus
1. Alice au pays des cauchemars, de Jonathan Green, février 2020, (ISBN 9791097577186 et ISBN 9782376360414).
2. La Machination d’Oz, de Jonathan Green, avril 2023, (ISBN 9791097577438).
3. Pan et le Monde perdu, de Jonathan Green, avril 2023, (ISBN 9791097577445).
4. Beowulf le Fléau des monstres, de Jonathan Green, avril 2023, (ISBN 9791097577452).

#### Littéraction
1. Le Temple du dieu Néant, de Frédéric Bouix, illustrations de Guillaume Romero, décembre 2018,  (ISBN 9791097577056).
2. Du Sang sous les vignes - devenu Le Secret des Alrys, d'Emmanuel Quaireau, illustrations de Guillaume Romero, décembre 2018, (ISBN 9791097577063) et ISBN 9791097577346.
3. Fleurir en hiver, de Romain Baudry, illustrations d'Olivier Raynaud, décembre 2018, (ISBN 9791097577070) et ISBN 9791097577179.
4. Les Éveilleurs, de Frédéric Bouix et Emmanuel Quaireau, mars 2020, (ISBN 9782376360728).
5. Cyclades, d'Emmanuel Quaireau, novembre 2020, (ISBN 9791097577193 et ISBN 9791097577247)[12].
6. Alterférences, de Frédéric Bouix , Pierre Sensfelder et Jérôme Wirth, novembre 2023, (ISBN 9791097577469).

## Magazines publiés
La Saltarelle et Alkonost ont publié plusieurs magazines gratuits :

### Parution par La Saltarelle

#### La Saltarelle
- La Saltarelle no 1, juin 2013[5].
- La Saltarelle Hors série no 1, juillet août 2013, contenant Le temple du dieu Néant de Frédéric Bouix et de Guillaume Roméro, Mini-Yaz d'or 2013[13][source insuffisante],[14].
- La Saltarelle no 2, septembre 2013[15].
- La Saltarelle no 3, janvier 2014, contenant le Jeu de rôle Beloved de Ben Lehman[16], Soixante-dix minutes de la vie d'une mercenaire de Romain Baudry, Mini-Yaz d'argent 2013[17][source insuffisante],[18].
- La Saltarelle no 4, avril 2014[19].
- La Saltarelle no 5, juillet 2014 , contenant Y de Skarn, Yaztromo d'or 2014[20][source insuffisante].
- La Saltarelle no 6, décembre 2014[21].
- La Saltarelle no 7, mars 2015, contenant Arawamba de Christophe Desmaisons, Mini-Yaz de bronze 2013[22].
- La Saltarelle no 8, juillet 2015, contenant L'Ombre du corbeau de Kermit, Mini-Yaz d'or 2014[23][source insuffisante].
- La Saltarelle no 9, septembre 2015, contenant L'Heure de vérité de Frédéric Bouix, Mini-Yaz de bronze 2014[24][source insuffisante],[25],[26].
- La Saltarelle no 10, avril 2016, contenant Quand souffle la Tempête d'Aragorn, Yaztromo d'or 2012[27][source insuffisante],[28].

### Parution par Alkonost

#### Alkonautes
Successeur de La Saltarelle, Alkonautes ne connut qu'un seul numéro avant d'être renommé Alko Venturus.
- Alkonautes 11, novembre 2016[29].

#### Alko Venturus
En 2017, Alkonost s'associe avec l'éditeur associatif Scriptarium pour relancer le magazine sous le nom d'Alko Venturus.,[réf. à confirmer]
- Alko Venturus no 1, juillet 2018.

Couvertures des publications
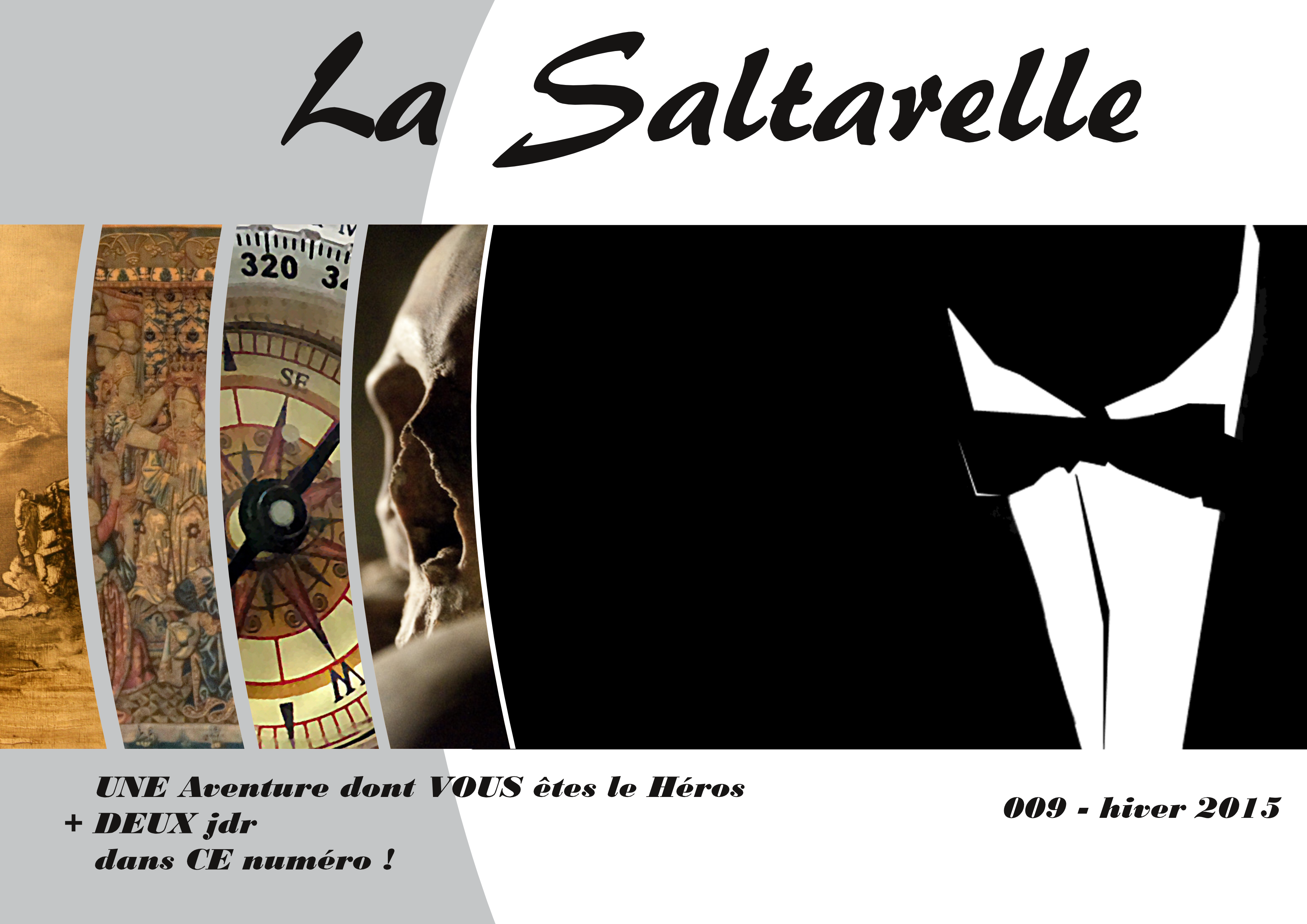
La Saltarelle n°9.
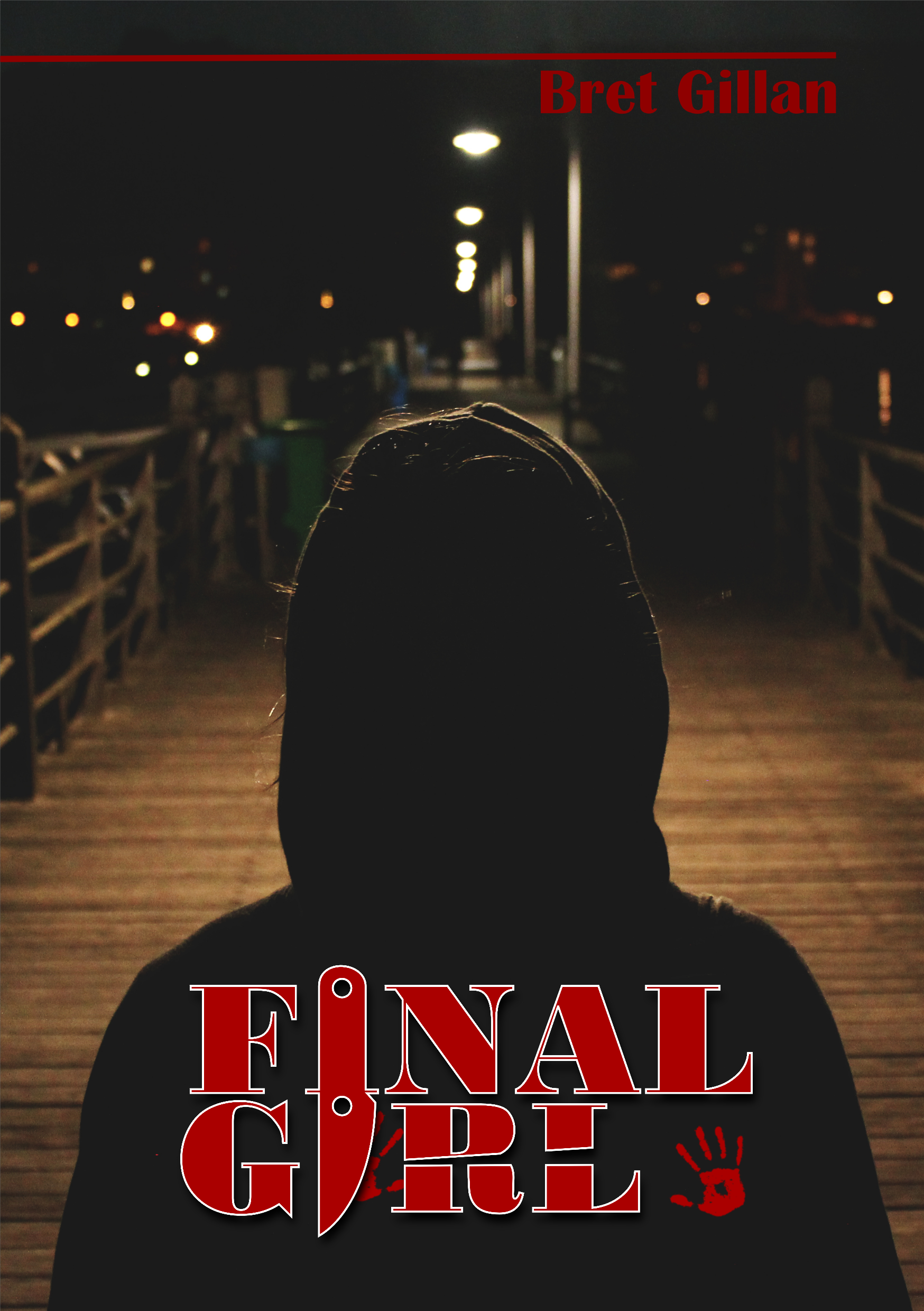
Couverture Final Girl.